# Luis Bach
Luis Bach (geb. 11. Juli 1994 in Barcelona, Spanien) ist ein deutscher American-Football-Spieler auf der Position des Linebackers. Er spielt in der Saison 2023 für die Stuttgart Surge in der European League of Football (ELF) und ist deutscher Nationalspieler. Von 2015 bis 2019 spielte er für die Wyoming Cowboys (Division I FBS) und die BHSU Yellowjackets (Division II). Mit den Schwäbisch Hall Unicorns wurde er 2022 Deutscher Meister.

## Karriere
Der in Rothenburg ob der Tauber lebende Bach begann 2006 bei den ortsansässigen Franken Knights mit American Football. Er wurde in die Bayerische Jugendauswahl Bavarian Warriors und in die deutsche Jugendnationalmannschaft berufen.
Bach bewarb sich 2014 bei US-Colleges. Nach einem Vorstellungscamp wurde er von den Wyoming Cowboys als preferred Walk-On verpflichtet, also ohne Stipendium. Bis er im Frühjahr 2015 in Wyoming startete, spielte er zwei Spiele für die deutsche Nationalmannschaft, wofür er von der NCAA für zwei Spiele gesperrt wurde. Bach wurde in acht Spielen eingesetzt, insbesondere im Special Team. In der Defense konnte er einen Tackle alleine und einen gemeinsamen Tackle setzen.
Im Sommer 2016 erhielt er ein Stipendium bei den BHSU Yellowjackets in Spearfish, South Dakota. Dort spielte er bis 2019. In den drei Jahren absolvierte er 26 Spiele. In diesen fing er vier Interceptions für 64 Yards und setzte 83 Tackles alleine und 62 gemeinsam.
2021 wurde Bach von den Schwäbisch Hall Unicorns in der German Football League verpflichtet. Bach zog mit den Unicorns 2021 und 2022 in den German Bowl ein, den sie 2022 gewannen. Dazu gewann Bach mit dem Team den CEFL Bowl 2021 und 2022. 2022 wurde Bach als Defensive MVP ausgezeichnet.
Zur Saison 2023 wechselte Bach zu den Stuttgart Surge in die ELF.

## Sonstiges
An der BHSU schloss Bach sein Studium der Kinesiologie ab. Seit 2021 ist er Graphikdesigner für das BBL-Team Merlins Crailsheim.